# Peperomia andina
Peperomia andina är en pepparväxtart som beskrevs av Pino. Peperomia andina ingår i släktet peperomior, och familjen pepparväxter. Inga underarter finns listade i Catalogue of Life.